# Nato Security Assistance and Training for Ukraine
NATO-Generalsekretär Jens Stoltenberg hat auf dem NATO-Gipfel in Washington 2024 die Einrichtung eines neuen Kommandos namens NATO Security Assistance and Training for Ukraine (NSATU) bekanntgegeben. 
Es soll von Wiesbaden aus Waffenlieferungen an die Ukraine und die Ausbildung von ukrainischen Soldaten koordinieren. Bislang war damit die rund 300 Soldatinnen und Soldaten starke Security Assistance Group-Ukraine (SAG-U) beauftragt. Die Vereinigten Staaten hatten die SAG-U Ende 2022 im Europa-Hauptquartier der US-Streitkräfte in Wiesbaden eingerichtet und geführt. Auslöser dieser Aufstellung ist der seit 24. Februar 2022 durch Russland geführte völkerrechtswidrige Angriffskrieg gegen die Ukraine. 
NSATU soll über rund 700 Dienstposten verfügen, wovon Deutschland 42 besetzt, darunter den stellvertretenden Kommandeur, einen Zwei-Sterne-General. Beteiligt sind 31 NATO-Mitglieder (alle außer Ungarn).
NSATU hat seine Tätigkeit am 12. Juli 2024 aufgenommen.
Die 31 Mitglieder haben einen Mindestbetrag von 40 Mrd. Euro pro Jahr zugesagt, aufgeteilt auf die Alliierten gemäß der Höhe ihres Anteils am Gesamt-Bruttoinlandsprodukt der NATO.
Die hessische Landesregierung (Kabinett Rhein II) begrüßte das neue Kommando. Es gilt als wahrscheinlich, dass dieses am Flugplatz Wiesbaden-Erbenheim eingerichtet wird.  
Dort befindet sich auch das Hauptquartier der US Army Europe (USAREUR). 